# The Killing Room
The Killing Room is een Amerikaanse psychologische thriller uit 2009 onder regie van Jonathan Liebesman. Het verhaal werd geïnspireerd door het illegaal uitgevoerde onderzoeksproject MK-ULTRA van de CIA.

## Verhaal
Gedragswetenschapper Emily Reilly (Chloë Sevigny) meldt zich op een afgelegen locatie waar Dr. Phillips (Peter Stormare) haar uitlegt wat er van haar verwacht wordt. Ze moet op een monitor observeren wat er zich in een observatieruimte afspeelt. Daarop ontvouwt zich voor haar ogen een door Dr. 'Mother' Philips geleid sociaal experiment. Reilly krijgt niet te horen wat de bedoeling daarvan is of wat er precies van haar verwacht wordt. Aan de hand van haar inzichten in wat er gebeurt, zal Philips beslissen of zij geschikt is voor de vacature waarvoor hij iemand zoekt.
Een voor één druppelen Paul Brodie (Nick Cannon), Kerry Isalano (Clea DuVall), Crawford Haines (Timothy Hutton) en Tony Mazzolla (Shea Whigham) de observatieruimte binnen. Ze hebben zich alle vier vrijwillig opgegeven om tegen een financiële vergoeding mee te werken aan een sociaal experiment. Wanneer ze hun toestemmingsformulier zo goed als ingevuld hebben, loopt Philips de observatieruimte in om ze zo minimaal mogelijk te informeren over wat er staat te gebeuren. Hij legt uit dat het experiment ongeveer acht uur duurt en dat iedere deelnemer er een vergoeding van $ 250,- voor krijgt. Het zal volgens een afvalproces verlopen, dus de deelnemers worden een voor een uit het experiment gehaald tot de ideale kandidaat overblijft. Waar hij naar op zoek is, zegt hij niet om het proces niet te schaden. Zodra Philips de toestemmingsformulieren ontvangen heeft en iedereen aangeeft klaar te zijn om te beginnen, schiet hij plotseling Isalano door het hoofd en verlaat hij de observatieruimte. Ontsnappen daaruit is niet meer mogelijk. Brodie, Haines en Mazzolla beginnen in paniek te bedenken wat er gebeurt en wat de bedoeling is, want dit was verre van wat ze verwacht hadden van het experiment. Duidelijk is wel dat het eliminatieproces een letterlijke betekenis heeft.
Achter haar monitor probeert Reilly zo professioneel mogelijk over te blijven komen op Philips en niet te laten merken dat ze geschokt is door wat er net is gebeurd. Omdat ze zich niet kan voorstellen dat een overheidsinstantie dit zomaar kan doen, legt Philips haar uit dat ze niet aan het werk is voor de overheid, maar voor MK-ULTRA, dat echt blijkt te bestaan.

## Rolverdeling
- Nick Cannon - Paul Brodie
- Clea DuVall - Kerry Isalano
- Timothy Hutton - Crawford Haines
- Shea Whigham - Tony Mazzolla
- Chloë Sevigny - Emily Reilly
- Peter Stormare - Dr. Phillips
- Bill Stinchcomb - Cope
- Meade Patton - Forsythe